# Kenyita
La kenyita es una variedad porfiritica de fonolita o traquita con fenocristales de anortoclasa en forma de rombo además de cantidades variables de olivino y augita en una matriz vítrea. La roca descrita originalmente por J. W. Gregory en 1900 quien la nombró en honor el Monte Kenia. La kenyita también se ha hallado en el Monte Kilimanjaro y el Monte Erebus en la Antártica.
La kenyita tiene una textura vítra aunque puede estar compuesta be de vidrio devitrificado.